# St. Mary’s City
St. Mary’s City im St. Mary’s County im Süden des amerikanischen Bundesstaats Maryland war 1634 die vierte Siedlungsgründung europäischer Einwanderer in Nordamerika. Von da an bis 1694 war die Ansiedlung am Mündungstrichter des Potomac River, Westufer der Chesapeake Bay, die erste Hauptstadt der englischen Kolonie Province of Maryland.
Im 18. Jahrhundert wurde die Stadt von ihren Bewohnern vollständig verlassen und die Häuser zerfielen. Das Gelände wurde zu Farmland und im 20. und 21. Jahrhundert ist St. Mary’s City ein dünn besiedeltes gemeindefreies Gebiet.
Seit den 1960er Jahren ist das Areal der ehemaligen kolonialen Hauptstadt Gegenstand umfangreicher archäologischer Forschungen zur Siedlungsgeschichte des 17. Jahrhunderts; einige typische Gebäude der frühen Kolonialzeit wurden rekonstruiert und sind Teil eines Freilichtmuseums.
Aufgrund der historischen Bedeutung wurde der St. Mary’s City Historic District 1969 vom amerikanischen Innenministerium als National Historic Landmark (nationales Kulturdenkmal) ausgezeichnet.

## Geschichte
St. Mary’s City wurde 1634 als vierte dauerhafte englische Siedlung auf amerikanischem Boden gegründet (nach Jamestown, Plymouth und der Massachusetts Bay Colony). Für die folgenden 60 Jahre war der Ort Verwaltungssitz (County Seat) des St. Mary’s County und Hauptstadt der Kolonie Maryland.
Als 1694 die Hauptstadt der Kolonie nach Anne Arundel’s Towne, dem heutigen Annapolis verlegt wurde, war dies ein Bedeutungsverlust, von dem sich St. Mary’s City nicht mehr erholen konnte. Die Siedlung blieb zwar zunächst noch Verwaltungssitz des Countys, verlor aber 1708 auch den County Seat an das 25 km nordöstlich gelegene Seymour Town, das heutige Leonardtown. Die meisten Einwohner verließen den Ort im Laufe der folgenden Jahre, die Häuser zerfielen oder wurden abgerissen und das Siedlungsgelände wurde Farmland. 100 Jahre später, um 1820, waren kaum noch Siedlungsreste zu sehen.

## Archäologische Forschungen und Museumssiedlung

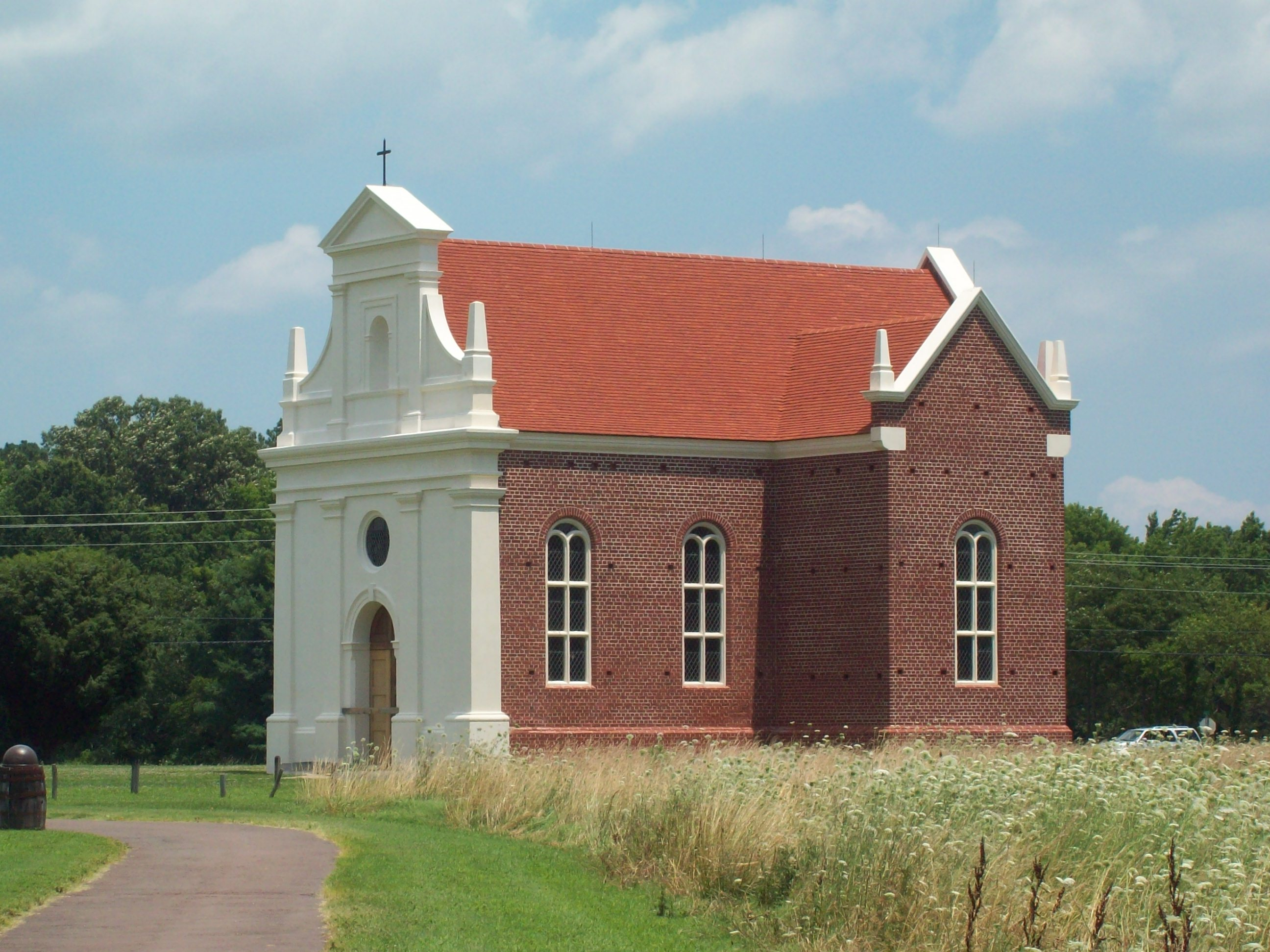
Katholische Kirche, erbaut 1667, rekonstruiert 2009

Das letzte, Anfang des 19. Jahrhunderts noch erhaltene größere Gebäude war das 1676 erbaute erste State House der Kolonie Maryland. Als auch dies 1829 abgerissen wurde, erinnerte über dem Erdboden nichts mehr an die frühere Stadt. Allerdings lebte die Erinnerung an die Siedlung noch weiter, und 1934 wurde das State House anlässlich der 300-Jahr-Feiern Marylands rekonstruiert. Zu dieser Zeit fanden auf dem Gelände der früheren Siedlung auch die ersten archäologischen Untersuchungen statt, seit 1966 ist der Ort offiziell als archäologische Stätte anerkannt. Das Gebiet der ehemaligen Hauptstadt wurde seit den 1970er Jahren Freilichtmuseum, das die Lebensumstände der Kolonialzeit veranschaulicht.
Seit Intensivierung der Forschungen in den 1960er Jahren wurden mehrere typische Gebäude der ursprünglichen Siedlung anhand archäologischer Funde und historischer Beschreibungen rekonstruiert. Das auffälligste dieser Gebäude ist die frühere katholische Kirche, die zwischen 2002 und 2009 originalgetreu wiederaufgebaut wurde. Der Bau war 1667 als erstes katholisches Kirchengebäude in Ziegelbauweise auf amerikanischem Boden fertiggestellt worden, aber schon 1704 hatte der Gouverneur bestimmt, dass die Kirche wieder geschlossen werden sollte, anschließend war das Gebäude zurückgebaut worden. 2021 wurde bei einer Ausgrabung ein vermutlich als Amulett verwendetes Caravaca-Kreuz von ca. 1650 gefunden.
Am 4. August 1969 wurde das Gebiet als National Historic Landmark District ausgezeichnet und gleichzeitig in das National Register of Historic Places (NRHP) aufgenommen.

## St. Mary’s College of Maryland

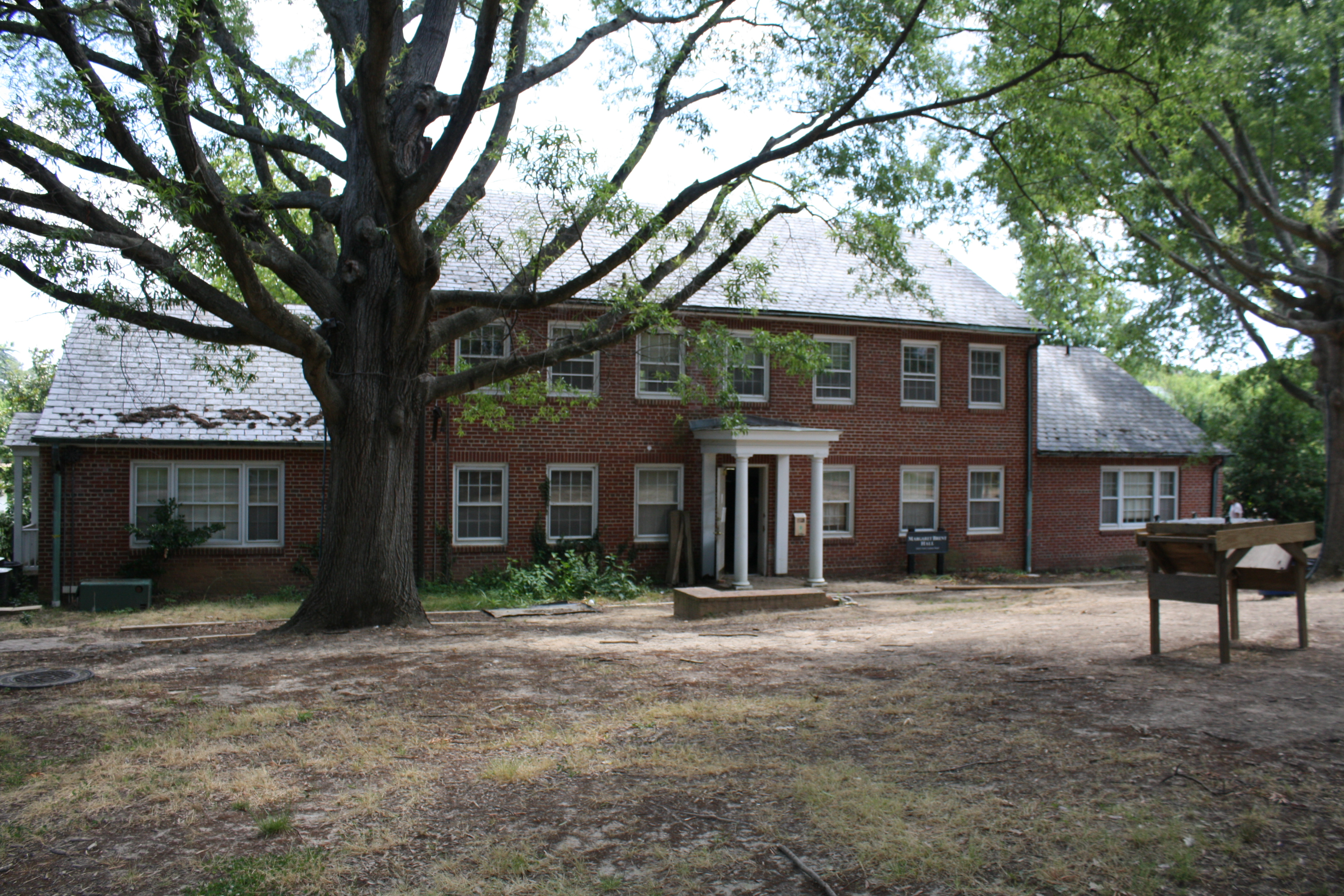
Campus des St. Mary’s College of Maryland, Margaret Brent Hall

Der Ort ist auch der Sitz des St. Mary’s College of Maryland, einer 1840 gegründeten Bildungseinrichtung, die zu den renommiertesten Schulen Marylands zählt. 2017 zählte das College rund 1700 Studenten.